# 이만희 (종교인)
이만희(李萬熙, 1931년 9월 15일~)는 경북 청도군 출신의 기독교 계열 사이비 종교 교주이다. 신천지예수교 증거장막성전의 창립자이며, 본관은 전주 이씨이다.

## 생애
이만희는 1931년 음력 7월 13일에 경상북도 청도군 풍각면 현리리에서 태어났으며, 10남 1녀 중 6남으로, 1957년에 박태선이 운영하던 박태선의 천부교 신앙촌에서 신앙생활을 잠시하다가 1969년 장막성전의 유재열의 집회에 참석한 이후, 장막성전에서 몇 년 동안 신앙생활을 했다. 1970년 초에, 백만봉이 자신이 하나님이라고 주장하자, 이에 동조하여 장막성전을 이탈하였다. 백만봉의 새 창조 교회의 12사도 중 하나로 있던 이만희는 '1980년 3월 13일에 천국이 이루어진다'는 백만봉의 주장과 달리 아무 일도 일어나지 않자, 이탈하였다. 그러다 1980년 말 오평호 목사에게 장막성전을 인수하고 잠적한 유재열을 비난하다가 명예 훼손죄로 구속되었다. 출소 후인 1984년 3월 14일에 홍종효와 함께 신천지예수교 증거장막성전을 창립하고 경상도 대구에 신천지 본부를 두고 전국적으로 세력을 확장하며 교리를 전파하였다. 이만희와 홍종효는 '두증인'으로 칭하면서 신천지를 이끌다가 1987년 3월 홍종효는 이만희와 사소한 다툼으로 결별하여 새로운 증거장막성전을 세웠다. 1960년 6월 12일 이만희는 신천지교육원(시온기독교선교센터)를 개원하였으며, 1995년 3월 14일 수원 공설 운동장에서 신천지 12지파 보좌 계열 조직을 구성하였다.

## 주요 활동들
•	교리: 성경 6천 년 역사상 그 누구도 알지 못하였던 계시록이 성취된 실상 계시말씀을 증거하고 있다. 주요 저서로는 천지 창조, 계시와 주석, 요한계시록의 실상, 예수 그리스도의 행전, 진리의 전당 등이 있다.
•	선교센터 수료식 인도 : 대한민국내·외 12지파  수료 예배를 인도 하고 있다.
•	해외 순방 및 강연: 세계 평화와 전쟁종식을 위해 2012년 5월부터 31차례 해외 순방 및 강연을 하고 있다.

## 비판 및 논란
2020년 2월 19일 경상도 지역 신천지 대구교회 성도들이 대규모로 확진이 되었고 그로 인해 대구 교회의 대부분의 성도들도 코로나에 감염된 후, 그동안 조명되지 않았던 신천지와 이만희는 이 사건으로 인해 대한민국에서 사회적인 비판과 조롱, 비하의 대상이 되고 말았다. 이만희 총회장은 감염법 위반 등으로 구속이 되어 104일 동안 수원 구치소에 수감되었지만, 이후 보석으로 나와 1심 재판에서 무죄판결을 받았다.

### 박근혜 시계 진위 논란
이만희는 2020년 3월 2일에 경기 가평군 신천지 연수원에서 기자회견을 하고 국민께 송구하다며 절을 두번 하였다. 이 때 이만희는 '박근혜'가 써진 시계를 차고 나와 이 시계의 진위 여부가 논란이 되었다.
그러나 이만희가 찬 박근혜 시계는 가짜임이 밝혀졌다. 박근혜 정부 청와대 관계자의 말에 따르면 이만희가 찬 시계와 같은 디자인을 제작하지 않았고, 박근혜 전 대통령 지지 그룹의 고위 인사들 조차도 못 받는 경우가 있을 정도로 제작한 수량도 매우 적다고 한다.

### 판결

#### 1심
이만희는 2021년 1월 13일, 횡령 및 업무방해 등 혐의로 징역 3년, 집행유예 4년으로 수원지법에서 1심 유죄 판결을 받았다.

#### 항소심
또한 2021년 11월 30일, 수원고등법원에서 감염병예방법 위반 혐의는 무죄를 선고했으나, 횡령 및 업무방해 혐의에 대해서는 징역 3년에 집행유예 4년을 선고한 원심을 파기하고, 징역 3년에 집행유예 5년을 선고했다.

#### 상고심
이후 이만희는 2022년 8월 12일, 대법원 상고심에서 감염병예방법 위반 혐의를 무죄로 확정받았으나, 횡령과 업무방해 등에 대해서는 유죄로 인정되여, 징역 3년에 집행유예 5년을 선고한 원심을 확정받았다.

## 풍자
코로나바이러스감염증-19로 인하여 직접적인 전파의 요소가 된 신천지와 교주 이만희가 유명해지며 그를 조롱하며 재미의 요소로 삼는 일명 '만희물'이라는 풍자물이 각종 인터넷 사이트에서 밈으로 나오기 시작하였다.(대표적으로 네모바지 신천지밥이 있었다.) 그러나 2020년 6월 29일부터 신천지 측은 이에 대한 조롱을 참지 못하고, 정보전사들이 대규모로 삭제 조치를 가하고 있다.

## 저서
- 《계시록의 진상》(1985)
- 《계시록의 완전해설》(1986)
- 《계시록의 진상2》(1988)
- 《계시록의 실상》(1993)
- 《요한계시록의 실상》(2005)
- 《예수 그리스도의 행전》(2006)
- 《천지창조》(2007)
- 《계시와 주석》(2008)
- 《진리의 전당》I(2009), II(2010), III(2011)

## 같이 보기
- 장막성전
- 신천지예수교 증거장막성전